# تاپکرافت
تاپکرافت (به انگلیسی: Topcroft) یک روستا و محله مدنی در بریتانیا است که در نورفک جنوبی واقع شده‌است. تاپکرافت ۷٫۷۶ کیلومتر مربع مساحت و ۲۶۸ نفر جمعیت دارد.